# Domaine de Kokura

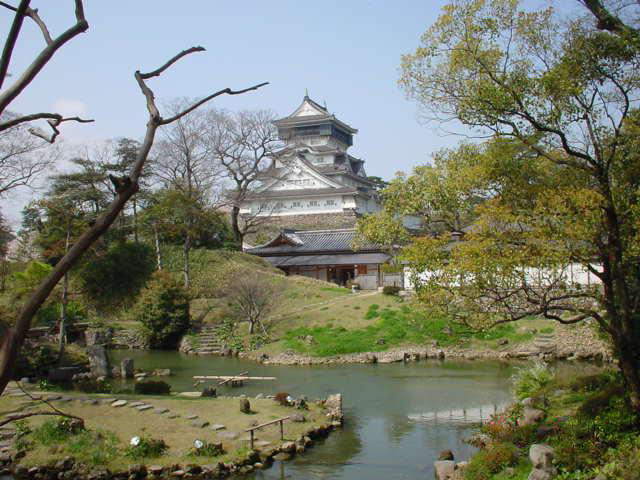
Château de Kokura.

Le domaine de Kokura (小倉藩, Kokura-han) est un domaine féodal japonais de l'époque d'Edo. Son quartier général se trouve dans la ville moderne de Kokura, dans le Kyūshū. À la fin de l'époque d'Edo, il est également appelé « Kawara-han » (香春藩) puis « Toyotsu-han » (豊津藩).

## Liste de daimyos
- Clan Hosokawa, 1600-1632 (tozama daimyo ; 399 000 koku)

1. Tadaoki
2. Tadatoshi

- Clan Ogasawara, 1632-1871 (fudai daimyo ; 150 000 koku)

1. Tadazane
2. Tadataka
3. Tadamoto
4. Tadafusa
5. Tadamitsu
6. Tadakata
7. Tadaakira
8. Tadahiro
9. Tadatoshi
10. Tadanobu

## Source de la traduction
- (en) Cet article est partiellement ou en totalité issu de l’article de Wikipédia en anglais intitulé « Kokura Domain » (voir la liste des auteurs).